# Chandramara chandramara
Chandramara chandramara es una especie de pez de la familia Bagridae en el orden de los Siluriformes.

## Morfología
Los machos pueden llegar alcanzar los 5 cm de longitud total.

## Distribución geográfica
Se encuentra en zanjas, corrientes y canales de la India y Bangladés.